# Daniel Parejo Muñoz
Daniel Parejo Muñoz (Coslada, Madrid, 16 d'abril de 1989) és un futbolista professional madrileny, que juga com a migcampista ofensiu al Vila-real Club de Futbol.
Després de començar al Reial Madrid, es va fer un nom a la Lliga amb el Getafe CF. Fitxat pel València CF el 2011, va participar en 383 partits oficials amb aquest darrer club i va guanyar la Copa del Rei 2019. També va passar quatre mesos a Anglaterra, amb el Queens Park Rangers.
En tots els nivells per edats, Parejo va jugar 43 partits amb Espanya i va marcar nou gols. Va fer el seu debut amb la selecció absoluta el 2018, als 28 anys.

## Trajectòria esportiva
Va començar a jugar a un equip modest de Coslada anomenat UD Espinilla, on jugava el seu pare i des d'on va passar al planter del CD Coslada, jugant fins a la categoria cadet i fitxant per les categories inferiors del Reial Madrid CF.
Durant la temporada 2006-07 va debutar a la Segona divisió amb el Reial Madrid Castella, encara que no va gaudir de moltes oportunitats. Després del Campionat d'Europa de futbol sub-19 de 2007, on va aconseguir la victòria gràcies a un gol seu a la final, el jugador va passar a ser una peça clau del filial de l'entitat madrilenya.
La pretemporada 2008-09 va fer-la amb el primer equip, disputant un torneig amistós a Londres on marcà el gol de la victòria davant l'Hamburg SV. El 30 de juliol va ser cedit al Queens Park de la Football League Championship anglesa.
El 17 de desembre de 2008 es va fer oficial el seu retorn a l'entitat madrilenya, per a ocupar la plaça vacant que havia deixat Rubén de la Red.
Després de superar les molèsties que li van impedir debutar amb el Real Madrid, va disputar el seu primer partit oficial amb el primer equip el 15 de febrer de 2009, a un Sporting de Gijón 0 - Real Madrid 4.
El juliol del 2009 va fitxar pel Getafe CF, reservant-se el Real Madrid una opció de recompra durant dos anys.
El juny de 2011 formà part de la selecció espanyola de futbol Sub-21 que va guanyar el Campionat d'Europa de futbol sub-21 de 2011, celebrat a Dinamarca.

### València

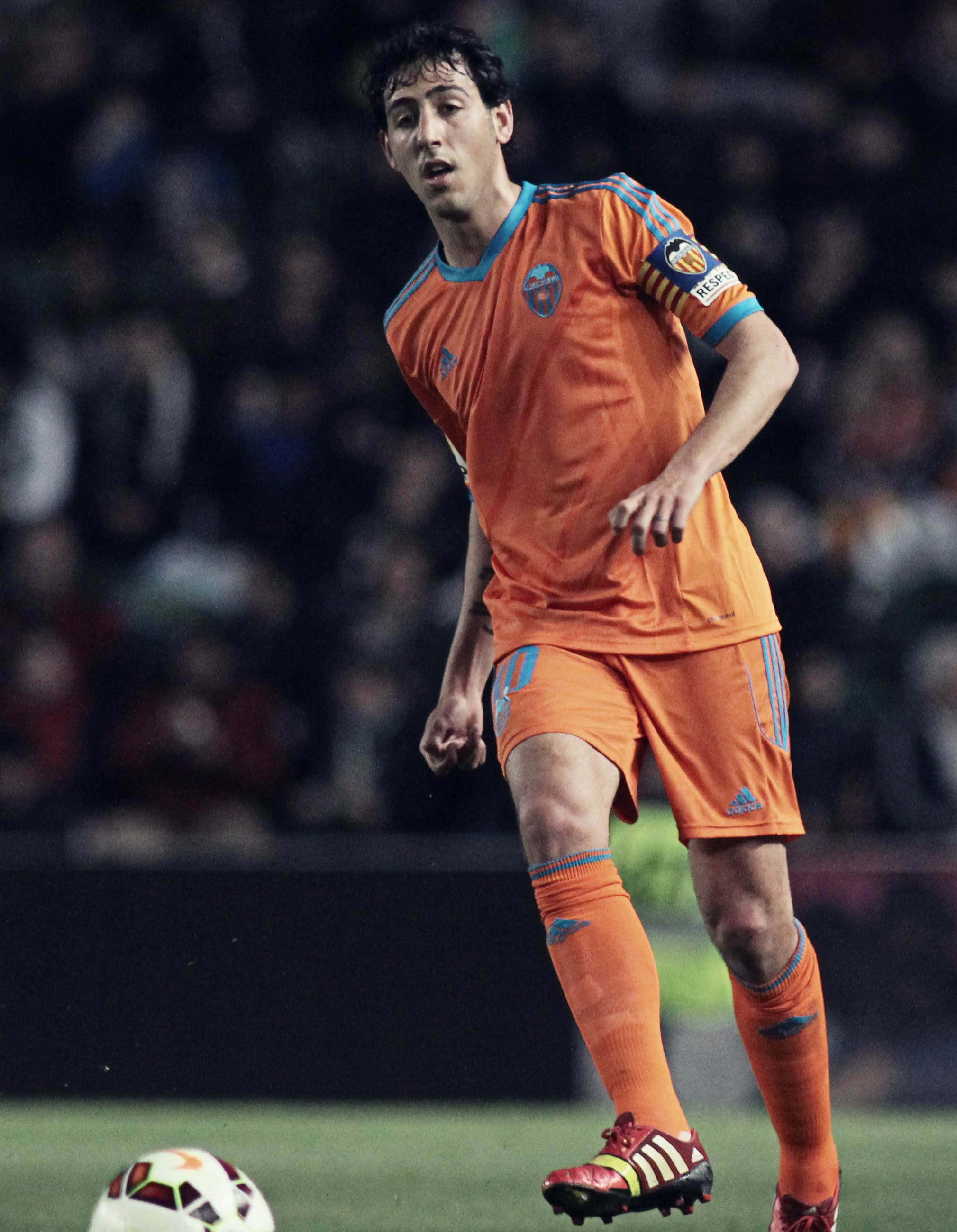
Parejo jugant al València CF el 2015

El 14 de juny de 2011, el València CF va fitxar Parejo per un preu entre els 5 i els 6 milions d'euros, mentre el porter Miguel Ángel Moyá marxava al Getafe per un any de cessió com a part de l'acord. Va debutar a la lliga el 15 d'agost, jugant 80 minuts en un empat 1-1 fora de casa contra el RCD Mallorca.
Ràpidament es va considerar que Parejo no assolia els mínims del seu nou club; la seva situació no va millorar fins i tot després de la greu lesió que va patir Sergio Canales, que jugava en la seva mateixa posició. No obstant això, es va recuperar durant la 2012-13, marcant dos gols en 36 partits oficials en un eventual cinquè lloc.
En els anys següents, Parejo va ser titular indiscutible per a diversos entrenadors. A la temporada 2014-15, la seva primera com a capità, va marcar 12 gols, la millor marca de la seva carrera, sent un dels millors golejadors de la competició des de la posició de migcampista. En el procés, també es va convertir en el primer migcampista del València a marcar deu gols o més des de Vicente la 2003-04.
Parejo i Paco Alcácer van marcar dos gols cadascun en una victòria per 5-1 a fora a casa del tercer classificat, el RC Celta de Vigo, el 7 de novembre de 2015; el primer va arribar just abans del descans, amb un tir lliure que va posar els visitants per davant per 2-1. No obstant això, al gener, després d'una mala ratxa de forma, el primer va ser desposseït de la seva capitania a favor del segon pel tècnic Gary Neville. Va ser reintegrat en aquest càrrec per Marcelino García Toral abans de la campanya 2017-18.
Parejo va aixecar la Copa del Rei el 25 de maig de 2019, després de derrotar per 2-1 del FC Barcelona a la final.

### Vila-real
El 12 d'agost de 2020, Parejo es va incorporar al Vila-real CF amb una transferència gratuïta i un contracte de quatre anys. Es va traslladar als rivals locals al costat del seu company Francis Coquelin, una operació que va provocar la fúria de l'afició valenciana cap al seu president Peter Lim.
Parejo va guanyar la Lliga Europa en la seva primera temporada a l'Estadi de la Ceràmica. A la final, va llançar el tir lliure que Gerard Moreno va rematar per al gol del Vila-real en un empat 1-1 contra el Manchester United, i també va marcar en la victòria de la tanda de penals per 11-10.

## Palmarès
València CF
- 1 Copa del Rei: 2018-19.

Vila-real CF
- 1 Lliga Europa de la UEFA: 2020-21.

Selecció espanyola
- 1 Jocs del Mediterrani: 2009.
- 1 Campionat d'Europa sub-21: 2011.[28]
- 1 Campionat d'Europa sub-19: 2007.